# Test Drive
Test Drive – seria gier wyścigowych stworzona przez studio Accolade, które obecnie należy do Atari Inc.
Pierwszy tytuł ujrzał światło dzienne w 1987 roku i zapoczątkował falę kolejnych sequeli. Poprzednio Test Drive tworzyło Atari (studio Infogrames zmieniło nazwę w 2003 roku). 14 grudnia 2016 studio Bigben Interactive ogłosiło przejęcie praw do marki "Test Drive" i jednocześnie plany tworzenia kolejnych gier z tej serii.
W Test Drive gracz kierując samochodami o niespotykanych osiągach ściga się z czasem i komputerowymi rywalami. Musi przy tym uważać na ruch uliczny i policję.

## Gry z serii Test Drive

### Test Drive(1987)
Gra wyścigowa wydana w 1987 roku przez Accolade. Stanowi początek serii Test Drive. Pierwsza część została wydana na DOS (była to pierwsza prawdziwa gra wyścigowa na ten system operacyjny), Atari ST i Commodore 64, a rok później również na Apple II i Amigę. Chociaż gra ma charakter zręcznościowy, to jednak, ze względu na widok z perspektywy kierowcy (z deską rozdzielczą, kierownicą i tablicą wskaźników) okrzyknięta została symulatorem.
Gracz dostał do dyspozycji samochody sportowe: Ferrari Testarossa, Lotus Esprit Turbo, Porsche 911 Turbo, Lamborghini Countach oraz Chevrolet Corvette C4, którymi mógł jeździć po wąskich górskich drogach. Nasi główni przeciwnicy w grze to inni użytkownicy dróg, których należy omijać, unikając wypadnięcia ze szlaku, zderzenia z nimi lub ze stromą ścianą góry. Następnym problemem są policjanci, którzy nie pozwalają na niebezpieczne przekraczanie dopuszczalnej prędkości, którą sygnalizują znaki drogowe. Nasz samochód jest wyposażony w radar, ostrzegający przed zbliżającym się z tyłu radiowozem. Należy wtedy albo zmniejszyć prędkość (co zmniejsza liczbę punktów po zakończeniu poziomu), albo uciekać. Naszym zadaniem jest dowóz samochodu do jego właściciela. Gra składa się 5 odcinków, po ukończeniu każdego komputer informuje nas o wyniku (wyliczanym ze średniej prędkości i czasu przejazdu). Pomysł uciekania przed radiowozami egzotycznymi autami został wykorzystany w serii Need for Speed. Gra Need for Speed III: Hot Pursuit oddała nawet w pewien sposób hołd serii Test Drive. Jedna z tras nazwana Rocky Pass składa się z charakterystycznych dla TD dróg wzdłuż zbocza góry. Grafika została uznana za oszałamiającą jak na lata 80.
Gra została sprzedana w liczbie ponad 500 000 egzemplarzy.

### Test Drive II: The Duel(1989)
Kontynuacja gry Test Drive. Do istniejących elementów rozgrywki doszła możliwość ścigania się z komputerowym przeciwnikiem (sugeruje to nazwa gry – The Duel). Dodano również nowe rodzaje krajobrazów (pustynny i umiarkowany), zaś trasy górskie urozmaicono tunelami. W dodatku European Challenge dodane nowe trasy biegnące wzdłuż sześciu krajów: Holandii, Niemiec, Włoch, Francji, Hiszpanii i Szwajcarii, zaś w California Challenge – trasy biegnące wzdłuż Ameryki. Pojawiły się nowe samochody: Ferrari F40 i Porsche 959. Dodatek The Musclecars dodał nowe auta: Chevrolet Corvette Sting Ray (1963), Shelby GT500 (1968), Pontiac GTO (1967), COPO 9560 ZL-1 Camaro (1969) czy Dodge Charger Daytona (1969), natomiast dodatek The Supercars – Lotus Turbo Esprit (1988), Ferrari Testarossa, Porsche 911 RUF, Lamborghini Countach 5000S (1988) i Corvette ZR1 (1989).
Dodatki do Test Drive II – The Duel:
- Test Drive II: The Duel Add-on Scenery Disk: California Challenge
- Test Drive II: The Duel Add-on Scenery Disk: European Challenge
- Test Drive II: The Duel Add-on Car Disk: The Supercars
- Test Drive II: The Duel Add-on Car Disk: The Musclecars
- Test Drive II: The Duel: The Collection

### Test Drive III: The Passion(1990)
W przeciwieństwie do dwóch pierwszych części, Test Drive III został stworzony w całości przez Accolade. Gra zyskała grafikę VGA w trybie 256 kolorów i pełną trójwymiarowość. TD3 dawał dostęp do 5 tras znajdujących się na terenie Kalifornii. Każda z tras posiadała kilka możliwości dojechania do mety. Gracz mógł także zjechać z drogi i udać się w dowolne miejsce na mapie. Jazdę utrudniały padający miejscami deszcz lub śnieg. Pojawiły się nowe samochody: Chevrolet CERV III, Lamborghini Diablo, i Pininfarina Mythos. Autorzy gry zadbali o elementy drugoplanowe, takie jak: sygnalizacja świetlna, światła, wycieraczki, bieg wsteczny, powtórki. Nowością było także umieszczenie w grze stacji radiowych serwujących graczowi muzykę w systemie MIDI.
Podczas gdy gra pod względem grafiki cały czas ewoluowała, model jazdy (wciąż nierealistyczny i sprawiający graczom wiele problemów) pozostawał bez zmian. Poza tym, szybkość działania gry zależała od szybkości posiadanego procesora. Gra była przeznaczona pod procesory 386, a więc uruchomienie TD3 na szybszym procesorze powodowało przyspieszenie działania gry.
TD3 nie doczekał się konwersji na inne platformy – został wydany tylko na PC. Powstał jeden dodatek do gry o nazwie Road & Car. Dodawał 2 samochody (Acura NSX i Dodge Stealth) oraz nową lokację (z Cape Cod do Niagara).

### Test Drive 4(1997)
Po 7 latach ukazała się kolejna odsłona serii – Test Drive 4. Była to pierwsza część z serii tworzona z myślą o systemie Windows. W porównaniu do TD3, z gry usunięto możliwość jazdy po całej mapie. Gracz mógł poruszać się tylko po wyznaczonych trasach. Gra jest ostatnią (do momentu premiery Test Drive Unlimited) z serii, która oferuje widok z wnętrza pojazdu. Auta, które można znaleźć w TD4 to, m.in. Dodge Viper GTS, A/C Shelby Cobra, Jaguar XJ220, Chevrolet Chevelle i Nissan 300ZX. Test Drive 4 otrzymał nagrodę "Best in Show" na targach E3 w 1997 roku.

### Test Drive 5(1998)
W stosunku do TD4 poprawiono parę drobnych błędów. Łącznie do dyspozycji gracza oddano 28 pojazdów i 17 tras. TD5 jako pierwsza gra z serii umożliwiała wcielenie się w funkcjonariusza policji i ściganie przestępców drogowych.

### Test Drive 6(1999)
Nie wprowadza żadnych znaczących zmian w stosunku do części poprzedniej, poza tuningiem mechanicznym samochodów. Możemy pojeździć po wielu metropoliach, takich jak Londyn czy Nowy Jork. Mamy również możliwość pokierowania radiowozem i ścigania uczestników nielegalnych wyścigów. Ścieżka dźwiękowa składa się głównie z utworów zespołu Fear Factory.

### Test Drive: Le Mans(2000)
Gra skupiała się na wyścigach 24h Le Mans. Producenci gry wykupili licencję na 8 torów, 50 samochodów i 25 oficjalnych drużyn biorących udział w wyścigu.

### Test Drive Off-Road(1997)
Do dyspozycji graczy oddano samochody terenowe, a trasy wyścigów prowadzą po bezdrożach.
Gra doczekała się następujących kontynuacji:
- Test Drive Off-Road 2 (1998)
- Test Drive Off-Road 3 (1999)
- Test Drive Wide Open (2001)

### Test Drive Cycles (2000)
Spin-off stworzony dla entuzjastów dwóch kółek. Ścigamy się z przeciwnikami jednym z przeszło trzydziestu licencjonowanych motocykli na jedenastu pełnych niebezpieczeństw trasach rozsianych po całym świecie.

### Test Drive Overdrive(2002)
Pierwsza część serii z zawartymi elementami fabularnymi. Gra wraca do koncepcji jazdy po twardej nawierzchni. Umożliwia m.in. wyścig od punktu A do B czy pościg radiowozem za innymi graczami. Dostępnych jest 26 pojazdów, w tym m.in. Aston Martin DB7, Ford Mustang, Ford GT czy Plymouth Hemi Cuda.

### Test Drive Unlimited(2006-2007)
W najnowszej części serii udostępniono graczowi ponad 90 licencjonowanych pojazdów: 83 samochody, w tym samochody klasyczne, np. Mercedes 300SL Gullwing, Aston Martin DB4 GT Zagato, Lamborghini Miura oraz supersamochody, m.in. Ferrari Enzo, Pagani Zonda, Saleen S7 oraz 8 motocykli, m.in. Ducati 999R czy Kawasaki ZX-10R Ninja. Wyścigi rozgrywane są na hawajskiej wyspie Oʻahu. Do dyspozycji graczy oddano ok. 1000 mil różnego rodzaju dróg. Gra należy do gatunku MMO (nazywanym także MOOR – Massively Open Online Racing). Podłączeni do serwerów gracze mogą handlować między sobą samochodami, wytyczać trasy swoich własnych wyścigów, a także wybrać się na wspólną przejażdżkę po wyspie.
TDU został wydany na:
- Xbox 360 ( 5 sierpnia 2006  8 sierpnia 2006)
- PC ( 29 marca 2007  28 lutego 2007  6 kwietnia 2007)
- PlayStation 2 ( 20 marca 2007)
- PlayStation Portable ( 21 marca 2007)

## Przyszłość marki
W 14 grudnia 2016 roku prawa do marki nabyła firma Nacon (dawniej znana jako Bigben Interactive) i zapowiedziała wydanie kolejnych części serii. Według przecieków z końca 2019 roku rozwojem nadchodzącej odsłony prawdopodobnie zajmuje się studio KT Racing odpowiedzialne m.in. za produkcje takie jak WRC 8, FlatOut 4: Total Insanity czy V-Rally 4.